# Servicehund
Servicehunde hjælper mennesker med et fysisk eller psykisk handicap med at klare den daglige levevis. For fysisk handicappede såsom mennesker med bevægelseshandicap, kan servicehunden hjælpe med praktiske ting som for eksempel at tænde lys, at trække en kørestol eller at stimulere et barn der skal opmuntres til genoptræning. 
For psykisk handicappede gælder det, at servicehunden hjælper i situationer, hvor den psykisk handicappede vil blive hjulpet til at håndtere daglig levevis med langt højere livskvalitet, end man kan opnå med en almindelig trænet hund.  
Af psykiske lidelser hvor servicehund kan betyde en væsentlig bedre livskvalitet kan nævnes angst, depression, PTSD, autisme, ADHD etc.[kilde mangler]
Konkret kan servicehunden hjælpe eksempelvis hvis man har autisme og meget stress. Under stress hos mange med autisme  kan der opstå en nedsmeltning grundet for mange indtryk/stimuli, hvor personen med autisme oplever, at alting bliver kaos. Personen "lukker ned", er ikke kontaktbar, reagerer introvert. Her kan en servicehund trænes til personens behov. Nogle har behov for, at hunden ligger på en. Andre at den søger kontakt ved at hoppe op af sig for at komme ud af denne nedsmeltning.  
Lider man af angst er der mange, som har nytte af at hunden er trænet til at tage plads bag sig, når man står i kø. Det kan være nyttigt og beroligende for personen, hvor det er svært at handle. 
Siden 1970’erne har man i USA – og fra en gang i 1990’erne i Danmark – kendt til begrebet servicehunde. Hundene kan også have job som førerhunde, men også som hørehunde der alarmerer og signalerer til døve eller svagt hørende. 
I Danmark kan man få en servicehund bevilget på baggrund af serviceloven §112. Det er en betingelse for, at der kan ydes støtte til hjælpemidler til borgere med nedsat psykisk funktionsevne, at funktionsevnen er varigt nedsat. Desuden skal kommunen vurdere borgerens egnethed til at have servicehund.
Man må have servicehunden med sig overalt i det offentlige rum. Desuden må man også have servicehunde i lejeboliger, selvom der i ordensregler er forbudt med hunde.
Servicehunde anses for at være et hjælpemiddel. Man må aldrig kæle en persons servicehund uanset hvor sød den ser ud, da den er en arbejdshund og har brug for at koncentrere sig om sin bruger for bedst muligt at kunne støtte denne.
For at blive egnet som servicehund bliver hundene mentalt testet på samme måde som politihunde. Servicehunde, som skal trænes til psykisk handicappede kræver et særligt sind, da mange af disse brugere oftere har mange nederlag med sig og er sårbare. Hundene skal derfor her være særligt blide og fornemme deres bruger, uden at denne signalerer tydeligt til hunden. 
I Danmark er der følgende foreninger:
- STH, som træner servicehunde til fysisk handicappede.
- Servicehundeforeningen, som træner servicehunde til psykisk handicappede, herunder børn fra 10. år, hvor der er god støtte fra forældre.
- Førerhundeforeningen, som træner til førerhunde til blinde og svagtseende.

Alle disse organisationer er non-profit organisationer, og har garanti for, at hunden formår opgaven.